# Dendrosoter niger
Dendrosoter niger är en stekelart som beskrevs av Szepligeti 1914. Dendrosoter niger ingår i släktet Dendrosoter och familjen bracksteklar. Inga underarter finns listade i Catalogue of Life.